# Mount Soucek
Mount Soucek ist ein Berg im ostantarktischen Enderbyland. Er ragt zwischen Mount Hardy und dem Peacock Ridge im nordwestlichen Teil der Tula Mountains auf.
Kartiert wurde er anhand von Luftaufnahmen, die Teilnehmer einer Mannschaft der Australian National Antarctic Research Expeditions im Jahr 1956 anfertigten. Das Antarctic Names Committee of Australia (ANCA) benannte den Berg nach dem aus Böhmen stammenden australischen Arzt Zdeněk Souček (1917–1967), medizinischer Offizier auf der Wilkes-Station im Jahr 1960.